# Hammer Kirche (metropolitana di Amburgo)
La stazione di Hammer Kirche è una stazione della metropolitana di Amburgo, servita dalle linee U2 e U4.